# 林健成
林健成（1939年—2018年1月6日），臺灣新竹市人，蠟像與銅像雕塑家。

## 生平
林健成為新竹市人。就讀中學時，他受到一位喜愛京劇的房客影響，考取國立藝術專科學校國劇科，學習擔任武生，但兩年後因自覺興趣在美術，重考該校美工科。服役期間他協助金門陶瓷廠建廠工作後，擔任聯合工業研究所陶瓷研究室工程師。
1965年春，李翰祥執導的電影《西施》接近殺青時，李翰祥想模仿好萊塢電影《十誡》、《賓漢》在上映前將服裝道具在戲院公開展出的手法，於是透過國藝廣告公司總經理張我風找來林健成、廖未林、吳廷標、何明績、唐寶光、李元亨、顏林藏製作蠟像。約在該年5月時開始試驗，然而台灣蠟不耐熱，由唐寶光發現一種耐熱蠟混合方法。林健成因學生時接觸舞蹈與戲劇而對人物造型有一定了解，該年10月他完成了他第一座蠟像。當時，台北的第一百貨公司準備開幕，爭取蠟像到該公司五樓展出。10月5日起，第一百貨公司展出西施、勾踐、夫差、范蠡等十二人的十四尊蠟像，並附有服裝，佈景及音響等配合展出，佈置成四堂景。蠟像在台北展出四十多天後，又移至高雄展出頗久，展出亦極哄動。該電影在1966年5月18日於香港上映前，蠟像從10日起十天在國泰航空海運大廈展覽，每天有五千人次參觀。
林健成自道作蠟像與雕塑最大的區別是不但蠟像輪廓要像，皮膚也非常講究，並自認作久了他可從陌生人皮膚紋路、談吐和風度裡猜測出歲數和身分。林健成在完成《西施》蠟像後的數年，繼續在聯合工業研究所摸索製作。中華民國退出聯合國後，政府委託林健成製作一系列蠟像宣傳反共展覽，在各地巡迴展出。如蠟像作品「不說話也有罪」，是一位人民公社員黃金梅。1973年3月29日青年節，林健成因製作蠟像，而與林百里、李大維、溫世仁、鄧有立、曾國超、黃錦標、黃傳生等獲救國團頒青年獎章。同年10月，林健成辭掉聯合工業研究所工作，在新竹市中華路以「丹林蠟像」之名創辦製作蠟像公司。在台北也有公司，地址在台北市八德路一段82巷9弄9號。林健成也因從事藝術工作，娶了女學徒為妻子。年底，他接受北投情人廟請託，製成牛郎織女等六尊蠟像。後來他自述希望將情人廟蠟像全部收回來，重新製作。
1974年1月19日，臺灣第一座蠟像館在板橋市江子翠大同水上樂園開幕，由旅美華僑余大宇策劃，林健成負責製作荊軻刺秦始皇等蠟像。其中樊於期的人頭蠟像，因林健成要了解人死肌肉鬆懈狀況，還特地去殯儀館觀看。

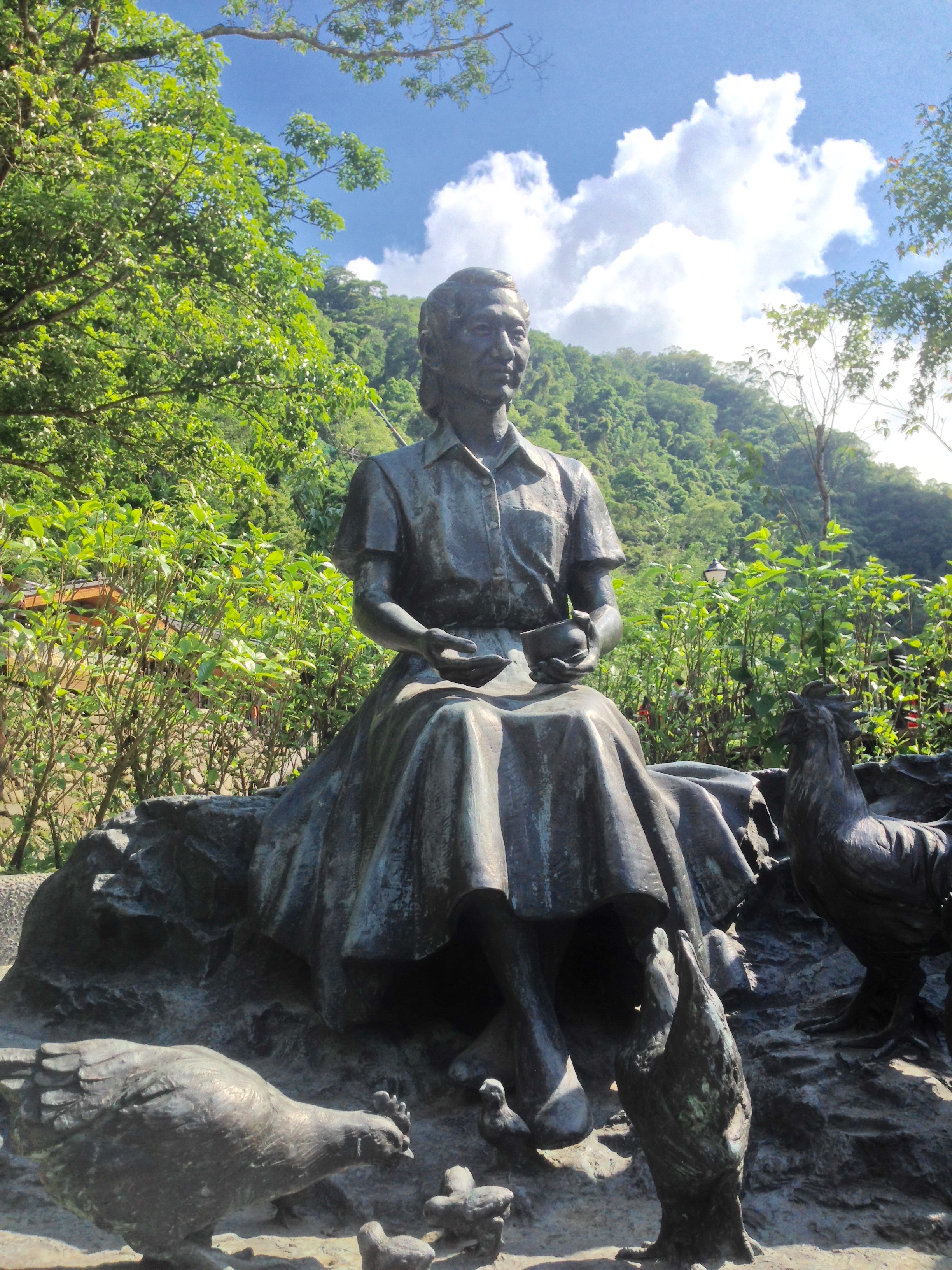
五峰鄉張學良故居趙一荻銅像

之後林健成製作的作品，還有1983年10月2月在摩耶精舍揭幕的張大千蠟像、2000年7月7日在金門國家公園太武山翠谷揭幕的吉星文銅像、2006年1月25日在國立自然科學博物館揭幕的惠來遺址墓葬男童蠟像、2006年3月29日在宜蘭演藝廳揭幕的羅曼菲銅像、2011年6月3日在五峰鄉張學良故居開幕的張學良與趙一荻銅像、2011年10月16日在新竹縣史館揭幕的張學良夫妻蠟像、2017年12月2日在原日本第八飛行聯隊隊長官舍揭幕的孫立人蠟像。林健成還替釋廣欽、釋聖嚴、釋星雲、李登輝、連戰、陳水扁、王永慶、張榮發等人製作蠟像。此外，林健成也替平民小人物製作過蠟像，為受北埔鄉光君茶廠老闆彭乾道請託，製作賽夏族長工朱木坤蠟像。
晚年時，林健成將工作室設在新豐鄉。2018年1月6日凌晨0點多，林健成因主動脈剝離送往台大新竹醫院後逝世，享壽八十歲。林健成三十餘人的團隊曾為世界宗教博物館製作各種宗教建築模型。7月28日到9月30日，世界宗教博物館展出林健成的作品「百八觀音彩銅雕聖像」。